# Terpsiphone cyanescens
Terpsiphone cyanescens là một loài chim trong họ Monarchidae.